# 1960 у футболі
Нижче наведені футбольні події 1960 року у всьому світі.

## Події
- Відбувся перший чемпіонат Європи, перемогу на якому здобула збірна СРСР.
- Відбувся другий кубок Азії, переможцем якого стала збірна Південної Кореї.

## Засновані клуби
- Вітебськ (Білорусь)
- Волинь
- Кайзер Чіфс (Південно-Африеанська Республіка)
- Каунас (Литва)
- Марибор (Словенія)

## Національні чемпіони
- Англія: Бернлі
- Аргентина: Індепендьєнте (Авельянеда)
- Італія: Ювентус
- Іспанія: Барселона
- Нідерланди Аякс (Амстердам)
- Парагвай: Олімпія (Асунсьйон)
- СРСР: Торпедо (Москва)
- Швеція: Норрчепінг

## Міжнародні турніри
- Чемпіонат Європи з футболу 1960 р. у Франції (6 — 10 липня 1960 р.)
  1.  СРСР
  2.  Югославія
  3.  Чехословаччина

- Літні Олімпійські ігри 1960 р. у Римі, Італія (26 серпня — 10 вересня 1960 р.)
  1.  Югославія
  2.  Данія
  3.  Угорщина